# Evgenij Tarelkin
Evgenij Igorevič Tarelkin (in russo Евгений Игоревич Тарелкин?; 29 dicembre 1974) è un cosmonauta russo.